# Pseudastur
Pseudastur är ett släkte i familjen hökar inom ordningen hökfåglar. Tidigare fördes de till släktet Leucopternis, men efter DNA-studier lyfts de nu ut till ett eget släkte. Pseudastur omfattar tre arter, alla med utbredning i Latinamerika:
- Gråryggig vråk (P. occidentalis)
- Vitvråk (P. albicollis)
- Mantelvråk (P. polionotus)